# Jan Karafiát

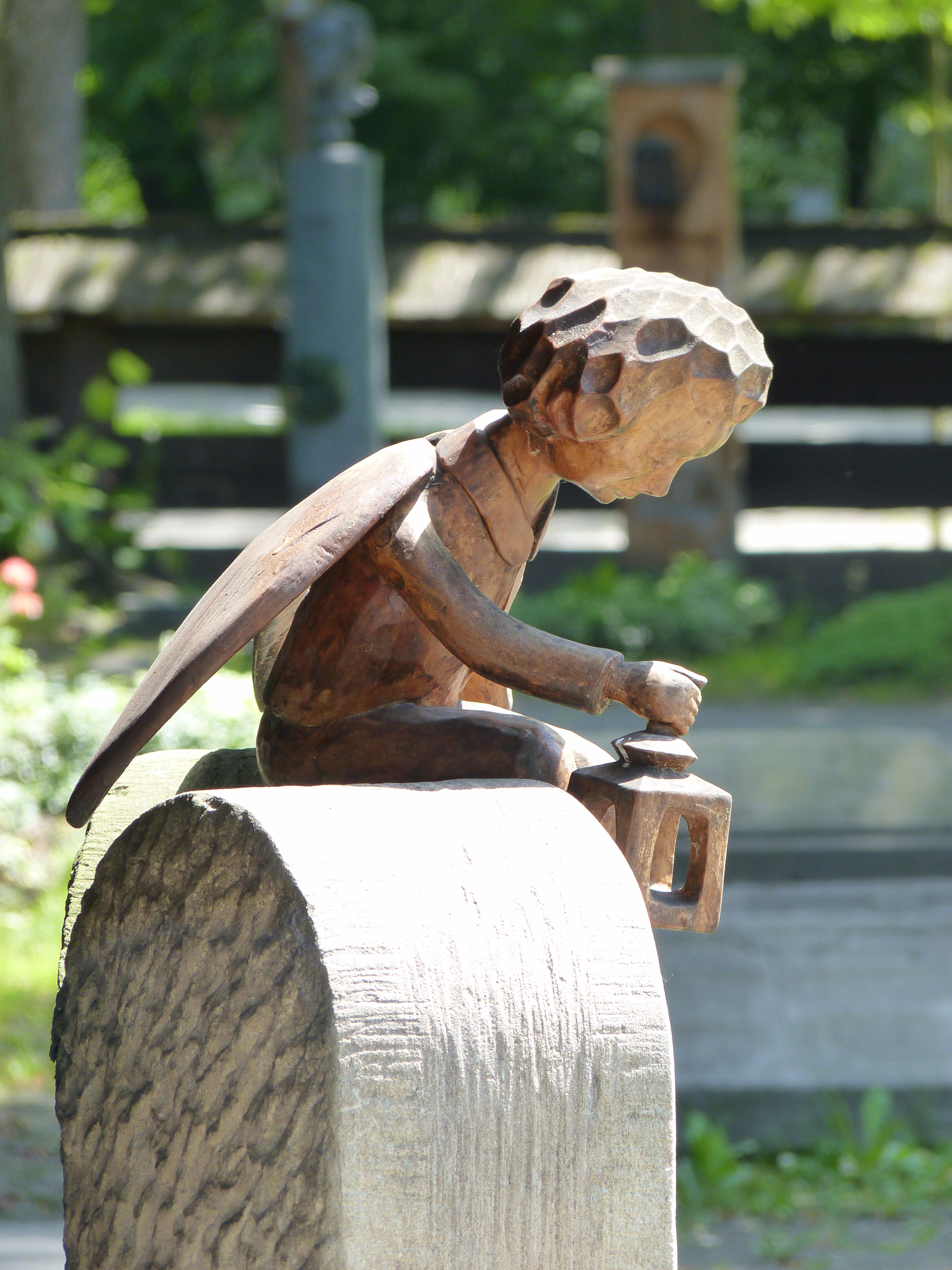
Świetlik na pomniku J. Karafiáta

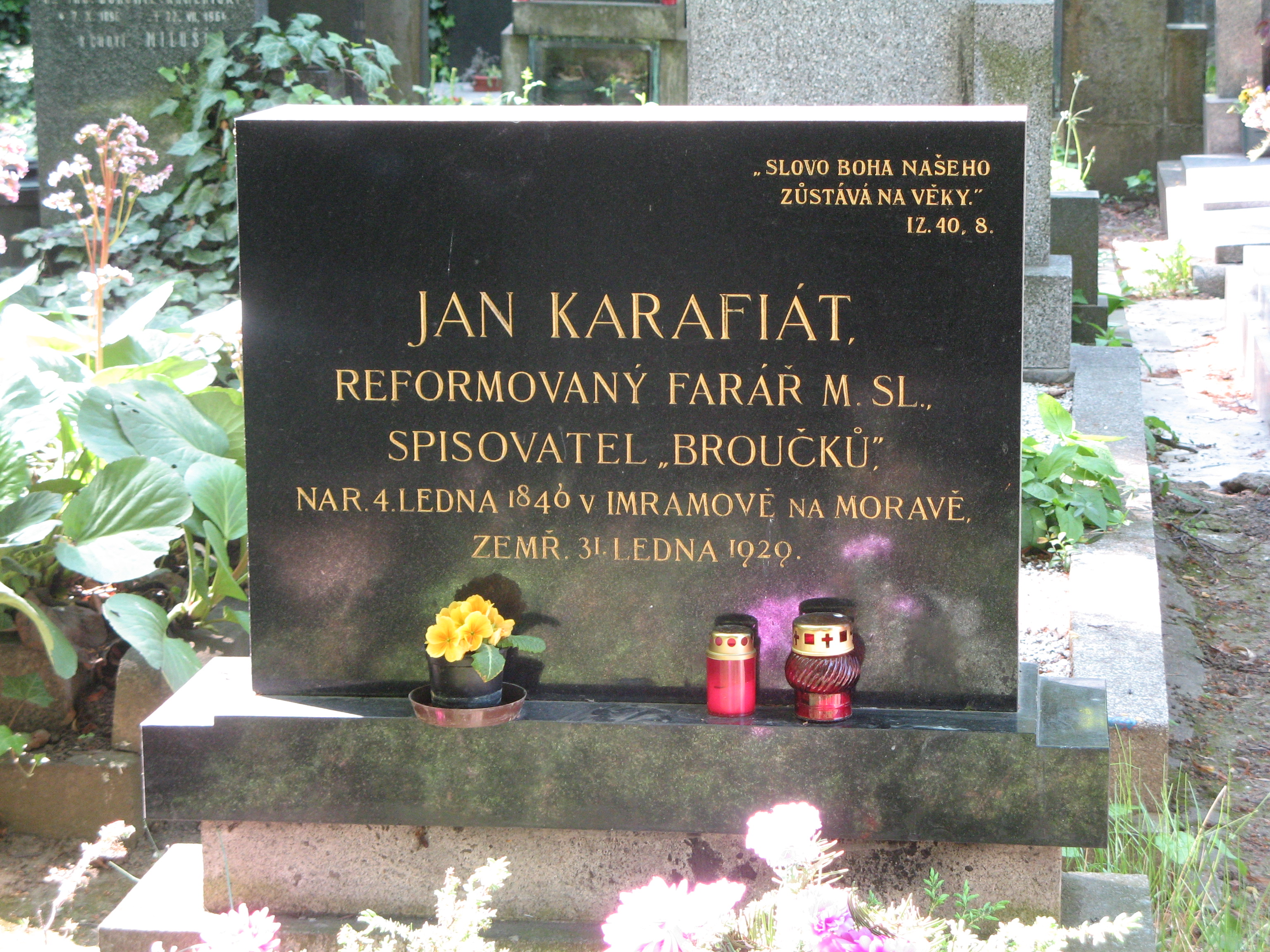
Nagrobek Jana Karafiáta w Pradze

Jan Karafiát (ur. 4 stycznia 1846 w Jimramowie, zm. 31 stycznia 1929 w Pradze) – czeski pisarz oraz ksiądz, najpierw reformowany, a po roku 1918 – czeskobraterski.

## Życiorys
Jan Karafiát urodził się w Jimramowie w powiecie Zdziar nad Sazawą.
W latach 1875–1895 był księdzem w Wielkiej Lhocie (powiat Vsetín). Po dwudziestu latach pracy w tamtejszej parafii przeniósł się do Pragi, gdzie przede wszystkim pracował nad rewizją Biblii kralickiej.
Jest między innymi autorem pierwszej bajki dla dzieci w języku czeskim Broučci (Świetliki), którą napisał w roku 1876. Książkę wydał anonimowo na własny koszt. Po siedemnastu latach, w 1893 została ona odkryta przez pisarza Jana Herbena. Do jego czasopisma „Czas” Gustav Gama Jaroš napisał recenzję o książce, i to dzięki niej pierwsze wydanie Świetlików zostało szybko wyprzedane, a już po roku wyszło do sprzedaży drugie wydanie.
Prawa autorskie do swojej książki Karafiát przekazał Ewangelickiemu Kościołowi Czeskobraterskiemu. W języku polskim bajka została wydana pod dwoma różnymi tytułami – Świetliki (tłum. Jadwiga Bułakowska, Wydawnictwo Zwiastun, Warszawa 1964, ss. 130) oraz Robaczki świętojańskie (tłum. Oskar Michejda).